# Cossyphe à calotte neigeuse
Cossypha niveicapilla
Espèce
Statut de conservation UICN

 LC  : Préoccupation mineure
Le Cossyphe à calotte neigeuse (Cossypha niveicapilla) est une espèce de passereaux de la famille des Muscicapidae.

## Répartition et sous-espèces
Son aire s'étend à travers la moitié nord de l'Afrique subsaharienne (rare dans la corne de l'Afrique).
Selon la classification de référence du Congrès ornithologique international (14.2, 2024) :
- C. n. niveicapilla (Lafresnaye, 1838) — de la Sénégambie au Darfour ; Gabon et sud du Congo ; est du Soudan du Sud et ouest de l'Éthiopie
- C. n. melanonota (Cabanis, 1875) — bassin du lac Victoria et environs